# Сайфуллин, Асхат Хабибуллинович
Асха́т Хабибулли́нович Сайфу́ллин (род. 3 июля 1960, Янгиабад, Узбекская ССР, СССР) — советский и российский джазмен, контрабасист и бас-гитарист. Дебютировал как исполнитель нового джаза в Томске в 1982 году. Также является успешным джазовым продюсером, занимается организацией различных фестивалей (Томский международный фестиваль «Jazz-Марафон» (2003), Новосибирский «Сиб Джаз Фест» (2011), «GGJ» в Краснодаре (2012) и привозит в Россию многочисленных зарубежных музыкантов. В разные годы по приглашению Сайфуллина в России побывали Ричи Коул, Николь Генри, Виталий Имерели, Джулия Никсон, Мелтон Мустафа, Рой Янг, Рон Холлоуэй, Билл Эванс, Бобби Мартинес, Джерри Гонсалес, Стив Турре, Розарио Джулиани и многие другие.

## Биография
Родился 3 июля 1960 года в семье Хабибуллы Халиулловича Сайфуллина и Хадичи Мингулловны Сайфуллиной (в девичестве — Минсафиной). У Асхата также две сестры — Флюра Хабибулловна Сайфуллина (Мингажева) и Минхаят Хабибуллиновна Сайфуллина (Слизкая). С детства двумя сильнейшими впечатлениями, которые определили интерес Асхата к джазу, были выступления оркестра «Современник» Анатолия Кролла в Янгиабаде и игра на контрабасе Виктора Двоскина в ансамбле «Аллегро».
Дебютировал в 1982 году как исполнитель нового джаза в Томске в дуэте с саксофонистом Валентином Русаковым, вместе с ним выступал на фестивалях в Новосибирске (1983) и в Москве (1984). Помимо этого с 1982 по 1992 год играл в ансамбле старинной музыки «Камерата».
В 1985 организовал трио с пианистом Евгением Мироновым и барабанщиком Андреем Бирюковым, в это же время активно сотрудничал с Сергеем Беличенко в ансамбле «Снежные дети».
В 1988 году окончил Свердловскую консерваторию по классу контрабаса. В 1997 собрал квартет «Горячий сибирский джаз», в который вошли Евгений Миронов, скрипач Виктор Королев и новосибирский барабанщик Владимир Кирпичев. Квартет с успехом гастролировал в США, позднее с ансамблем сотрудничали трубач Геннадий Калинин, саксофонисты Владимир Панфилов и Игорь Паращук, вибрафонист Игорь Уваров, пианист Георгий Фефелов, барабанщик Сергей Кушилкин.
В разных составах и с музыкантами не только Томска, но и других городов России Сайфуллин выступал на фестивалях в Новосибирске (1983—1991), Абакане (1963), Ташкенте и Москве (1984), Хабаровске (1988—1990), Екатеринбурге (1988—1994), Самаре (1992), Красноярске (2003), во многих странах Европы и США.
С 1996 по 2000 год являлся председателем томского джаз-клуба и в то же время стал организатором и продюсером джазовой жизни в большом сибирском регионе. С 2000 года Сайфуллин — арт-директор и продюсер фонда «Ars Nova».

## Дискография
- Сибирский джаз (1983, с трио Валентина Русакова)
- Джаз-84 (1985)
- Future In The Past (1992)
- Night Performance For Musicians (1993, с Сергеем Пронем и Игорем Паращуком)
- Музыка старого города (1997)